# Charles François de Broglie
Charles François de Broglie, markiz de Ruffec, hrabia de Broglie [də ˈbʀœj] wymowaⓘ (ur. 19 sierpnia 1719 w Saint-Jean-d’Angély, zm. 16 sierpnia 1781) – szpieg i dyplomata Ludwika XV.

## Życiorys
Syn marszałka Francji François Marie de Broglie, brat Victora-François, marszałka Francji. Przebywał kilkakrotnie w Polsce jako ambasador francuski, zbliżył się do Stanisława Konarskiego i nabrał przekonania o konieczności ratowania Rzeczypospolitej. Bił się w wojnie siedmioletniej, następnie postawiony przez Ludwika XV na czele tajnej dyplomacji („sekret króla”, fr. secret du Roi) starał się nakierować politykę francuską na tory antyrosyjskie. Należał do najbardziej wypróbowanych przyjaciół Polski wśród dyplomatów francuskich w XVIII wieku.
Po służbie w armii, później został skaptowany do królewskiego tajnego wywiadu. Był jedną z głównych postaci tzw. czarnego gabinetu.
W 1752 roku został francuskim posłem w Saksonii i ambasadorem w Polsce. Swój pobyt w Polsce zaczynał, jak wielu obcych dyplomatów, mieszkając przez jakiś czas u hetmana Branickiego w Białymstoku. Przebywał tam wówczas również poseł brytyjski Charles Hanbury Williams. De Broglie miał forsować francuską kandydaturę do tronu, po spodziewanej śmierci Augusta III. Z ambasady warszawskiej został odwołany w 1756 roku, gdy wybuchła wojna siedmioletnia (1756–1763). Do jego ludzi w Polsce należał, będący na pensji francuskiej generał Andrzej Mokronowski, również częsty gość w Białymstoku. Razem urobili oni Branickiego na stronnika Francji.
We wczesnej fazie amerykańskiej wojny o niepodległość (1775/6-1783), de Broglie i Pierre de Beaumarchais wysyłali kolonistom zaopatrzenie i broń, choć oficjalnie do 1778 Francja nie brała w tej wojnie udziału.